# 鳥取県立鳥取養護学校
鳥取県立鳥取養護学校（とっとりけんりつとっとりようごがっこう）は鳥取県鳥取市江津にある公立特別支援学校。病弱・肢体不自由の児童・生徒を教育対象としている。

## 概要
昭和50年（1975年）鳥取県立中央病院を仮校舎として開校。

## アクセス
- JR鳥取駅より車で約10分
- 鳥取空港より車で約15分